# Осада Сыгнака
Осада Сыгнака — объединённая армия казахов и мангытов под руководством хана Бурундука осаждали город, в котором оборонялся Мухаммедом Шейбани.

## Предыстория
В 70-х годах XV века казахские ханы Жанибек и Керей, а позже и Бурундук, активно стремились подчинить Восточный Дешт-и-Кипчак. Они сосредоточили усилия на укреплении своего влияния, особенно в южных районах Казахстана. Используя свои владения в Западном Жетысу как опору, они превратились в значительную политическую силу в степях Центрального Казахстана. Несмотря на сильный союз противников, включавший Шейбанидов и лидеров мангытов, им удалось упрочить свои позиции.

## Причина
В 80-е годы происходило расширение влияния казахских правителей как в степных районах, так и в оазисах юга Казахстана. В этот период и в начале 90-х годов военные действия со стороны Мухаммада Шайбани и казахов были отличительны своим упорством и бескомпромиссностью, причем в их конфликты вмешивались как тимуриды, так и могульские ханы. После появления в Туркестанском вилайете, Мухаммад Шайбани снова захватил крепость Аркук. Города Сузак и Сыгнак находились под контролем казахов, однако при уходе ханов или султанов со своими войсками из этих городов в степь, они оставались практически беззащитными и легко становились объектом нападения других претендентов.

## Осада
Мухаммад Шайбани сумел захватить город Сыгнак, когда Бурундук-хан прибыл из степи с войском, поддержанным союзными мангытами. После этого казахские войска начали осаду Сыгнака, которая продолжалась три месяца. Однако Мухаммад Шайбани организовал оборону, и, по сведениям источников, осада закончилась неудачей для казахов. Несмотря на успех в защите города, Шайбани не смог продвинуться дальше в степь. Он оставил гарнизон в Сыгнаке и направился в Отрар.
Объединённые силы Бурундук-хана, сыновей Джанибека — Касыма-султана и Адика-султана — и мангыта Хамза-бека в течение трёх месяцев осаждали Сыгнак. Сражения происходили ежедневно по два раза, но, понеся значительные потери и не добившись успеха, они были вынуждены отступить. Весной следующего года Бурундук-хан, все сыновья Джанибека и мангыты вновь объединились и начали активные боевые действия. После ухода Шейбана, Бурундук-хан вернулся и вновь осадил Сыгнак. Жители города, помня, что он прежде принадлежал Бурундук-хану, решили сдать его без дальнейшего сопротивления. Вероятно, городские элиты поддерживали потомков прежних правителей Сыгнака и других городов Присырдарьи, связанных с ханством Ак-Орда, именно Садр Ислам-Кази, Чикмак-йузбеги и Сиддык-шейх сдали город казахам.
Тем временем Мухаммад Шайбани, стремившийся утвердить свою власть в Дешт-и-Кыпчаке, предпринял новый поход к Сыгнаку после осады Яссы, где находился его брат Султан-Махмуд. Казахи же, продолжая свои наступательные действия, осадили Аркук, переправившись через Сырдарью. В ответ Шайбани поспешил вернуться, чтобы защитить крепость, но потерпел поражение, утратив контроль над этим стратегически важным пунктом.

## Последствия
Шайбаниды смогли выдержать оборону в Аркуке в течение 40 дней против объединённых сил казахов и наместника тимуридов. Неожиданный союз Мухаммад-Мазид-тархана с казахами, видимо, обусловлен стремлением Султан-Ахмад-мирзы из Самарканда предотвратить захват узбеками Мухаммада Шайбани территорий Тимуридов в Туркестане. Ранее наместник тимуридов в Туркестане поддерживал Мухаммада Шайбани, считая, что его целью является лишь захват власти в степных районах бывшего государства Абу-л-Хайр-хана, и что конфликт с казахами в Восточном Дашт-и Кыпчаке отвлечет всех от городов Туркестана.

## Значение
Поражения Мухаммеда Шайбани в течение почти непрерывной трехлетней борьбы с казахами и их союзниками вынудили его покинуть Туркестан около 1486 года и отправиться искать военную удачу в Хорезме.